# Beaumont (Marseille)
Pour les articles homonymes, voir Beaumont.
Beaumont est un quartier du 12e arrondissement de Marseille.
À la différence des quartiers de Saint-Barnabé et Saint-Julien entre lesquels il est situé, Beaumont est de construction relativement récente et ne possède pas de noyau villageois à proprement parler. Il n'est d'ailleurs généralement pas reconnu comme un des 111 quartiers de Marseille.
Beaumont est cependant considéré comme le principal quartier arménien de Marseille et y habitent de nombreuses familles descendants des Arméniens ayant fui le génocide de 1915. 
Le quartier est traversé par l'avenue du 24 avril 1915 ainsi que par le boulevard de Beaumont.